# Richard Gadebusch
Emil Richard Gadebusch (geb. 28. Januar 1873 in Berlin; gest. 13. April 1913 ebenda) war ein deutscher Turner und Ruderer.

## Leben
Gadebusch war Mitglied der Turngemeinde in Berlin und ab 1895 Mitglied des Berliner Ruder-Clubs. Als Mannschaftsmitglied der Deutschen Turnmannschaft bei den Olympischen Sommerspielen 1896 in Athen musste er verletzungsbedingt zugunsten von Georg Hillmar verzichten.
1901 wurde er Deutscher Meister im Einer. Gadebusch war Vegetarier und trank keinen Kaffee oder Alkohol. Neben Turnen und Rudern übte er sich im Boxen, Fechten, Schwimmen, Reiten und übte sich im Krafttraining nach den Publikationen von Eugen Sandow.
Er war zweimal verheiratet, hatte drei Kinder und starb mit 40 Jahren an einer Blinddarmentzündung.